# Daniel Gray Quillen
Daniel Gray Quillen (* 22. Juni 1940 in Orange, New Jersey; † 30. April 2011 in Florida) war ein US-amerikanischer Mathematiker, der sich mit Algebra und Topologie beschäftigte.

## Leben
Quillen war der Sohn eines Physiklehrers. Er studierte an der Harvard University (Bachelor-Abschluss 1961), an der er 1964 bei Raoul Bott promovierte (Formal Properties of over-determined systems of linear partial differential equations). Als Post-Doc war er am Massachusetts Institute of Technology (MIT) als Moore-Instructor (1964), 1968/69 als Sloan Research Fellow in Paris bei Alexander Grothendieck, 1969/70 bei Michael Francis Atiyah am Institute for Advanced Study und nochmals 1973/74 als Guggenheim-Fellow in Paris. Er war ab 1984 Waynflete-Professor für Mathematik am Magdalen College an der University of Oxford. 2006 emeritierte er.
1975 wurde Quillen mit dem Colepreis für Algebra ausgezeichnet. Er erhielt 1978 die Fields-Medaille für seine maßgebliche Rolle in der Entwicklung der algebraischen K-Theorie (1972) und für die Bestätigung (gleichzeitig mit Andrei Suslin, aber unabhängig) der Vermutung von Serre, dass jedes algebraische Vektorbündel über einem affinen Raum trivial ist (Satz von Quillen-Suslin). Die algebraische K-Theorie ging auf Ideen von Grothendieck in der algebraischen Geometrie zurück, die auch von Atiyah und Friedrich Hirzebruch in der topologischen K-Theorie aufgegriffen worden waren. Quillen musste in der Definition der höheren algebraischen K-Gruppen aber völlig neue Wege gehen, wobei er Techniken aus der Homotopietheorie anwandte.
In den 1960er Jahren bewies er eine Vermutung von John Frank Adams in der Homotopietheorie, wobei er Methoden der modularen Darstellungstheorie von Gruppen anwandte. Er arbeitete auch über Gruppenkohomologie, wo er einen Struktursatz für den Kohomologiering mod p von endlichen Gruppen bewies.
1974 hielt er einen Plenarvortrag auf dem Internationalen Mathematikerkongress (ICM) in Vancouver (Higher algebraic K-theory) und 1970 war er Invited Speaker auf dem ICM in Nizza (Cohomology of groups). 1978 wurde Quillen in die National Academy of Sciences gewählt.
Er war mit der Geigerin Jean Quillen verheiratet und hatte fünf Kinder. Quillen verstarb am 30. April 2011 in einem Haven Hospice im Norden Floridas an den Folgen seiner Alzheimer-Krankheit.

## Schriften
- Homotopical algebra. Springer, Berlin / Heidelberg / New York 1967. In: Lecture notes in mathematics. 43.
- Higher algebraic K-theory I. In: Hyman Bass (Hrsg.): Higher K-theories. Lecture Notes in Mathematics 341, Springer Verlag 1973, S. 85–139 (Proc. Conf. Batelle Memorial Inst., Seattle, Washington, 1972).
- On the formal group laws of unoriented and complex cobordism theory. In: Bulletin AMS. Band 75, 1969, S. 1293–1298.
- Rational homotopy theory. In: Annals of Mathematics. Band 90, 1969, S. 205–295.
- The Adams conjecture. In: Topology. Band 10, 1971, S. 67–80.
- The spectrum of an equivariant cohomology ring. Teil 1,2. In: Annals of Mathematics. Band 98, 1971, S. 549–571, 573–602.
- Higher K-theory for categories with exact sequences. In: New developments in topology. Proc. Sympos. Algebraic Topology, Oxford, 1972, London Math. Soc. Lecture Note Ser. 11, 1974, Cambridge University Press, S. 95–103.
- Projective modules over polynomial rings. In: Inventiones Mathematicae. Band 36, 1976, S. 167–171.
- Superconnections and the Chern character. In: Topology. Band 24, 1985, S. 89–95.
- Robert Penner (Hrsg.): Topology and K-Theory. Lectures by Daniel Quillen. Springer, Lecture notes in mathematics, 2262, 2020 (Vorlesungen am MIT 1979/80).